# MP 35
Samopal MP 35 byl ve výzbroji německé policie a zbraní SS od poloviny třicátých let 20. století až do konce druhé světové války.
V roce 1932 byl německými konstruktéry Bergmannem a Müllerem patentován samopal vzhledově podobný předchozímu typu MP 28, ale nové konstrukce. Pod názvem MP 34/I probíhala od roku 1934 jeho sériová výroba u firmy Walther v Zella-Mehlis pro potřeby německé policie v počtu asi 2000 ks. Následujícího roku byl mírně modifikován na typ MP 35/I, který byl zařazen do výzbroje policie a zbraní SS v počtu asi 40 000 ks a rovněž exportován do Bolívie, Španělska a Etiopie. Výroba probíhala v menších sériích až do roku 1945. Ve Švédsku byl licenčně vyráběn jako vzor 1939 (m/39) pro potřeby švédské a dánské armády. V různých zemích používal rozmanité druhy nábojů (9 mm Luger, 9 mm Bayard, 9 mm Mauser, 7,92 mm Mauser nebo .45 ACP)
Samopal MP 34/I měl schránkový zásobník nasazovaný z pravé strany (MP 28/I z levé), držadlo napínací páky je umístěno za pouzdrem závěru a při střelbě zůstává v klidu. Zbraň má originální spoušťové ústrojí. Stiskem horní nebo dolní části spoušťového jazýčku zbraň střílí jednotlivě nebo dávkou.